# Radisson Collection Hotel, Royal
Radisson Collection Hotel, Royal (eller blot Hotel Royal) er et eksklusivt hotel, der er beliggende på Hammerichsgade på Vesterbro i København tæt ved Tivoli og Københavns Hovedbanegård. Det er en del af den internationale Radisson-kæde.
Hotellet blev indviet i 1960, som et af de første højhuse i København. Bygningen er et gesamtkunstwerk; lige fra facaden til bestikket i restauranten på 20. etage er det tegnet af den verdensberømte danske arkitekt Arne Jacobsen, der også designede stolene Ægget og Svanen til hotellet. Disse møbler er berømte eksempler på dansk design, mens hotellet er et kendt eksempel på dansk arkitektur. Alle værelser på nær et er moderniseret med interiør der er inspireret af Arne Jacobsen, men ikke designet af ham. Hotellets værelse 606 er bibeholdt helt i den oprindelige stil og siden nænsomt restaureret. Arne Jacobsen hentede inspiration fra Lever House på New Yorks Park Avenue. Det var også Københavns første skyskraber (med 20 etager over gadeniveau), hvorved byen fik en modernistisk bygning med et internationalt præg.
Bygningens stueetage rummer bl.a. et SATS-center og en Rema 1000-butik.

## Navn
Det fem-stjernede hotel ligger centralt ved Vesterport Station og Tivoli og blev da det åbnede i 1960 navngivet SAS Royal Hotel. I 1994, efter SAS havde købt aktier i Radisson Hotels, blev navnet ændret til Radisson SAS Royal Hotel. Efter SAS solgte alle sine aktier skiftede hotellet i 2009 navn til Radisson Blu Royal Hotel. Ikke sjældent kaldes bygningen stadig "SAS Huset". 

## Historie
Indtil 1969 var hotellet med sine 69,6 meter Danmarks højeste bygning. Det blev overhalet af fx Domus Vista på Frederiksberg og Hotel Scandinavia på nordligste Amager.
Bygningen blev fredet i august 2024.